# وزارة مصطفى النحاس باشا الثانية
وزارة مصطفى النحاس باشا الثانية هي الوزارة الأربعون في مصر، صدر المرسوم الملكي بتشكيلها في 1 يناير 1930.

## أعضاء الحكومة
| الوزارة               | الوزير                                                 |
| --------------------- | ------------------------------------------------------ |
| رئيس مجلس الوزراء     | مصطفى النحاس باشا                                      |
| وزير الداخلية         | مصطفى النحاس باشا (إلى جانب منصبه رئيسًا لمجلس الوزراء) |
| وزير الخارجية         | واصف بطرس غالي باشا                                    |
| وزير الحقانية         | محمد نجيب الغرابلي باشا                                |
| وزير المالية          | مكرم عبيد أفندي                                        |
| وزير الأشغال العمومية | عثمان محرم باشا                                        |
| وزير الحربية والبحرية | حسن حسيب باشا                                          |
| وزير المعارف العمومية | محمد بهي الدين بركات بك                                |
| وزير الأوقاف          | محمود بسيوني أفندي                                     |
| وزير الزراعة          | محمد صفوت باشا                                         |
| وزير المواصلات        | محمود فهمي النقراشي أفندي                              |

## وصلات داخلية
- قائمة رؤساء مجلس وزراء مصر